# 1992년 하계 올림픽 에스토니아 선수단
1992년 하계 올림픽 에스토니아 선수단은 1992년 7월 25일부터 8월 9일까지 스페인 바르셀로나에서 열린 1992년 하계 올림픽에 참가한 올림픽 에스토니아 선수단이다.

## 메달 집계

### 메달리스트
금메달
- 에리카 살루매에(사이클 여자 스프린트)

동메달
- 터누 터니스테, 토마스 터니스테(요트 남자 470)

## 같이 보기
- 1992년 하계 올림픽